# Valentino Rossi
Valentino Rossi (Tavullia (Pesaro-Urbino), 16 februari 1979), bijgenaamd Vale, Rossifumi, The Doctor, The Goat (The Greatest of All Time), is een voormalig Italiaanse motorcoureur en huidig autocoureur. Hij is een zoon van voormalig motorcoureur Graziano Rossi. Valentino Rossi heeft 9 wereldtitels en 116 Grand Prix-overwinningen op zijn naam en behoort daarmee tot de succesvolste motorcoureurs ooit. Hij was tussen 1996 en 2021 actief in het wereldkampioenschap wegrace.

## Begin carrière
Rossi's eerste contact met de motorfiets was op tweejarige leeftijd. Zijn moeder Stefania vond dit gevaarlijk, reden voor vader Graziano om de motorfiets te vervangen door een go-kart. Toen Valentino vijf was, werd de 60cc-kartmotor vervangen door een 100cc-exemplaar.
Vader Graziano probeerde een jaar voordat Valentino, toen negen jaar, legaal aan de go-kart mocht deelnemen al een juniorkartlicentie voor hem te krijgen, maar dit mislukte.
In 1990 won hij met 9 overwinningen het regionale kartkampioenschap. In 1991 ging hij ook op minibikes rijden en won hij 16 races in de regionale minibikewedstrijden. Hij bleef ook karten en werd vijfde bij het nationaal kartkampioenschap in Parma.
Valentino en Graziano keken allebei of doorstromen naar de Italiaanse 100 cc series en de Europese series mogelijk was, waarna een carrière in de Formule 1 in het verschiet lag. Vanwege de hoge kosten voor het karten, werd besloten om toch maar serieus te gaan racen met de minibikes. In de jaren 1992 en 1993 bekwaamde hij zich verder in die sport, wat resulteerde in diverse overwinningen. Inmiddels werd hij te groot voor de minibikes, dus werd er gekeken naar een echte wegracer.
In 1993 nam Rossi op een Cagiva Mito 125 cc deel aan het Campionato Italiano Sport Production. Dit ging gepaard met valpartijen. In 1994 werd hij kampioen in dat kampioenschap. In 1994 nam hij op een Aprilia RS 125R ook deel aan het Italiaans Kampioenschap. In 1995 reed hij met deze motor ook het Italiaans- en Europees Kampioenschap.
In 1996 maakte Rossi zijn debuut in het Wereldkampioenschap wegracen op een Aprilia RS 125R. Hij haalde in Brno zijn eerste poleposition en won uiteindelijk de race. Hij werd 9e in de eindstand van het Wereldkampioenschap. In 1997 werd Rossi wereldkampioen in de 125cc-klasse.
In 1998 stapte Rossi over naar de 250cc-klasse en werd 2e in het Wereldkampioenschap. In 1999 werd hij op een Aprilia RS 250 Wereldkampioen in de 250cc-klasse. In 2000 stapte hij over naar de 500cc-klasse en won op Donington Park zijn eerste race. Hij eindigde als tweede in het Wereldkampioenschap. In 2001 werd Rossi wereldkampioen op een Honda NSR 500 in de 500cc-klasse en was daarmee de laatste 500cc wereldkampioen.

## Overstap 2004/2005
Voor het seizoen 2004 maakte hij de overstap van Honda naar Yamaha. Hij kreeg daarbij een Yamaha YZR-M1, een motor waarvan velen dachten dat die kansloos zou zijn. Hij slaagde er dat jaar opnieuw in om de wereldtitel in de wacht te slepen.
In 2005 werd hij weer wereldkampioen in de MotoGP klasse op de Yamaha YZR-M1. In 2006 eindigde hij op de Yamaha YZR-M1 als tweede in het wereldkampioenschap van de MotoGP.

## 2007

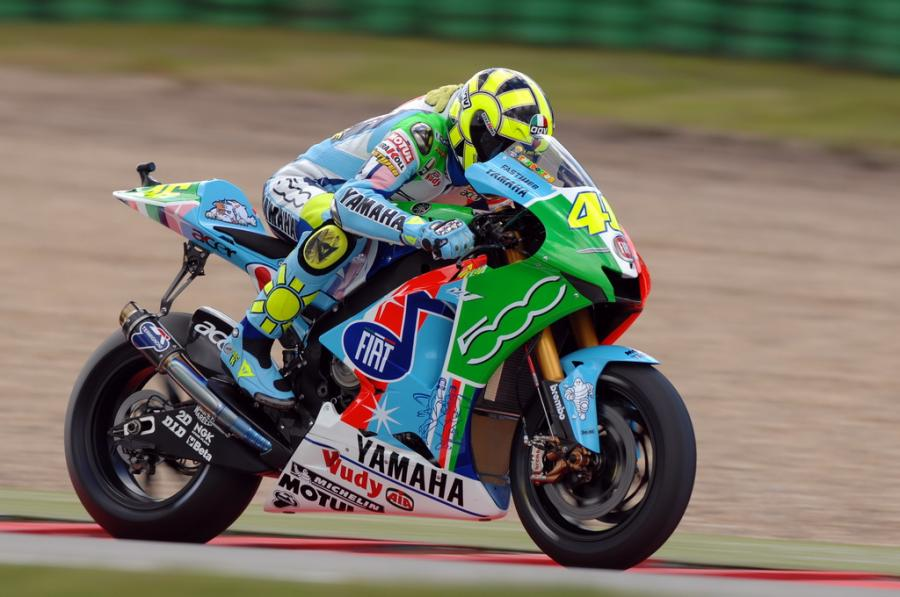
Valentino Rossi op de Yamaha YZR-M1 in de Fiat 500 kleur van 2007, op Assen

In 2007 kwam elk team in de MotoGP klasse met een volledig vernieuwde motorfiets aan de start omdat de cilinderinhoud werd teruggebracht van 990 naar 800cc. Tijdens de TT van Assen in Nederland die werd gehouden op 30 juni 2007, was de Yamaha eenmalig als promotiestunt voor de nieuwe Fiat 500 in allerlei kleuren gespoten. Rossi kwalificeerde zich op vrijdag 28 juni (mede door de regen) op een matige 11e plaats. Maar na een opmars tijdens de race versloeg hij z'n grootste concurrent in het kampioenschap, de Australiër Casey Stoner, in een rechtstreeks duel. Drie ronden voor het einde maakt Rossi een beslissende inhaalactie in de GT bocht en daarna won hij de race voor Stoner en regerend wereldkampioen Nicky Hayden.
Rossi zei na afloop van de race dat dit een van zijn mooiste races ooit was: Deze staat vanaf nu in mijn persoonlijke top 5 ooit. Verder was 2007 een van de slechtste seizoenen van Rossi in de MotoGP, met als dieptepunt het onnodige pitsbezoek in Motegi, waardoor Casey Stoner wereldkampioen werd.

## 2010
Op 5 juni 2010 brak Rossi zijn been tijdens de kwalificatie voor de Grand Prix van Italië. Daardoor was hij een groot deel van het seizoen uitgeschakeld en had dus geen kans meer op de wereldtitel.
Op 15 augustus 2010 werd bekendgemaakt dat Rossi overstapte naar Ducati voor twee jaar. Daar bleef succes uit. Voor het seizoen 2013 keerde hij weer terug naar Yamaha, en op het circuit van Assen won hij na twee seizoenen zonder zege weer een Grand Prix.

## 2017
In 2017 kende Rossi wederom blessureleed. Op 31 augustus, tijdens een trainingsongeval in Mugello, liep hij een dubbele beenbreuk op in zijn rechterbeen. Enkele dagen later werd bekendgemaakt dat Michael van der Mark hem zou vervangen tijdens de eerstvolgende Grand Prix in Aragón, waarmee de Nederlander zijn MotoGP debuut zou maken. Rossi herstelde echter wonderbaarlijk snel van zijn verwondingen en kreeg van de artsen groen licht om te racen in Aragón.

## Overstap 2020/2021
In 2020 werd bekendgemaakt dat Rossi gaat overstappen naar het satellietteam van Yamaha, het SIC Racing Team. Hij nam hier de plaats in van Fabio Quartararo, die de overstap maakte naar het fabrieksteam van Yamaha, en werd de teamgenoot van Franco Morbidelli, die later werd vervangen door Andrea Dovizioso. Rossi tekende een contract voor een jaar met een optie voor nog een jaar. Het seizoen 2021 bleek echter het laatste seizoen van Rossi in de MotoGP en hij nam na de Grand Prix van Valencia afscheid van de sport.

## Autosport
Na zijn afscheid van de MotoGP in 2021 heeft Rossi zijn carrière voortgezet in de autosport. In 2022 reed hij in de GT World Challenge Europe Endurance Cup en de GT World Challenge Europe Sprint Cup bij het Team WRT in een Audi R8 LMS Evo. In 2023 stapte hij binnen deze klasses over naar een BMW M4 GT3 en behaalde hij samen met Maxime Martin in de Sprint Cup een zege op het Misano World Circuit Marco Simoncelli. In 2024 debuteerde hij, naast zijn deelname in de voorgaande kampioenschappen, in het FIA World Endurance Championship (WEC) als teamgenoot van Martin en Ahmad Al Harthy. Hij stond in de 6 uur van Imola en de 6 uur van Fuji op het podium in de nieuwe LMGT3-klasse. In 2025 bleef hij actief in het WEC met Al Harthy en Kelvin van der Linde als teamgenoten.

## Trivia

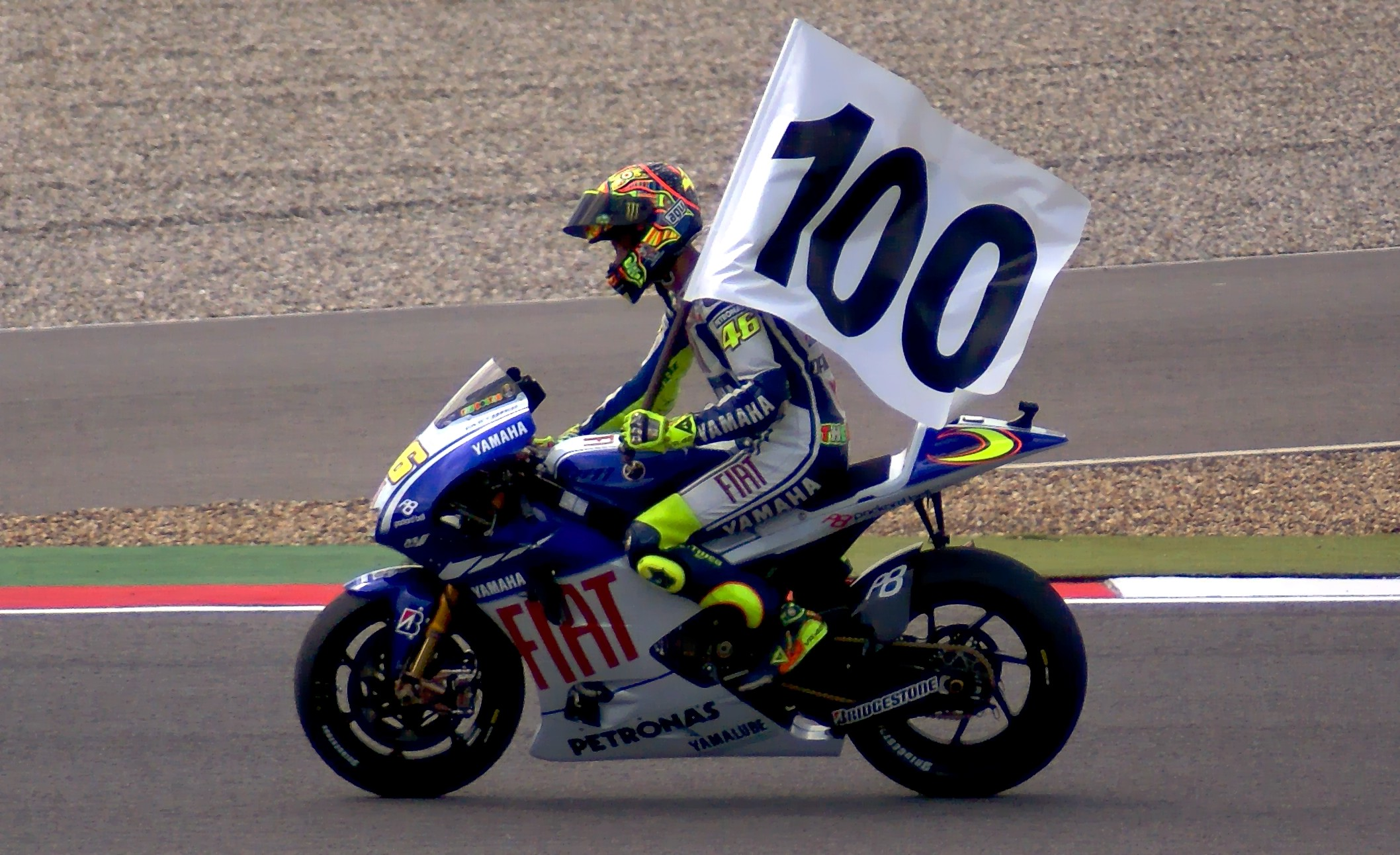
100^{e} Grand Prix-zege tijdens de TT Assen 2009

- Rossi werd na Phil Read de tweede coureur die alle drie de wereldtitels (125 cc - 250 cc - 500 cc) in de wegracerij won. In 2002 werd de 500cc-tweetaktklasse vervangen door de 990cc-viertaktklasse onder de naam MotoGP. Valentino reed in de jaren 2002 en 2003 op een Honda RC211V en werd in beide jaren wereldkampioen in deze klasse.
- Net als Barry Sheene die zijn vaste nummer 7 nooit voor de nummer 1-plaat heeft ingewisseld, deed Rossi dit ook niet. Hij bleef ook toen hij regerend kampioen was met "zijn" nummer 46 rijden. Dit doet hij als eerbetoon aan zijn vader, (Graziano Rossi), die met nummer 46 in de jaren 1979/1980 successen boekte in de 250- en 500cc-klasse.
- In 2005 verscheen er een autobiografie over Rossi's leven. Hij vertelt hierin over de periode van de straatraces in zijn geboortestad tot aan de eerste Grand Prix-race.
- Op 27 juni 2009 behaalde Rossi tijdens de TT Assen de 100e Grand Prix-zege uit zijn carrière. Na de race kreeg hij een heel lange vlag met al zijn overwinningen erop.
- Op 24 september 2013 werd bekend dat Rossi samen met de Italiaanse televisiezender SKY Italia een eigen team begon, dat in het seizoen 2014 uitkwam in de Moto-3-klasse. Sinds 2017 bestaat er ook een team in de Moto-2-klasse. Sky Italia is de hoofdsponsor.

## Resultaten wereldkampioenschap wegrace

### Puntentelling
| Positie | 1e | 2e | 3e | 4e | 5e | 6e | 7e | 8e | 9e | 10e | 11e | 12e | 13e | 14e | 15e |
| ------- | -- | -- | -- | -- | -- | -- | -- | -- | -- | --- | --- | --- | --- | --- | --- |
| Punten  | 25 | 20 | 16 | 13 | 11 | 10 | 9  | 8  | 7  | 6   | 5   | 4   | 3   | 2   | 1   |

(Races in vet zijn polepositions; races in cursief geven de snelste ronde aan)
| Jaar | Klasse | Team                     | Motorfiets       | 1       | 2       | 3       | 4       | 5       | 6       | 7       | 8       | 9       | 10      | 11      | 12      | 13      | 14      | 15      | 16      | 17     | 18      | 19     | Punten | Plaats | Winst | Wereldkampioen                    |
| ---- | ------ | ------------------------ | ---------------- | ------- | ------- | ------- | ------- | ------- | ------- | ------- | ------- | ------- | ------- | ------- | ------- | ------- | ------- | ------- | ------- | ------ | ------- | ------ | ------ | ------ | ----- | --------------------------------- |
| 1996 | 125 cc | Aprilia                  | RS 125           | MAL 6   | INE 11  | JAP 11  | SPA 4   | ITA 4   | FRA DNF | NED DNF | DUI 5   | GBR DNF | OOS 3   | TSL 1   | IMO 5   | CAT DNF | RIO DNF | AUS 14  |         |        |         |        | 111    | 9e     | 1     | Haruchika Aoki, Honda RS 125 R    |
| 1997 | 125 cc | Aprilia                  | RS 125           | MAL 1   | JAP DNF | SPA 1   | ITA 1   | OOS 2   | FRA 1   | NED 1   | IMO 1   | DUI 1   | RIO 1   | GBR 1   | TSL 3   | CAT 1   | INE 1   | AUS 6   |         |        |         |        | 321    | 1e     | 11    | Valentino Rossi, Aprilia RS 125   |
| 1998 | 250 cc | Aprilia                  | RS 250           | JAP DNF | MAL DNF | SPA 2   | ITA 2   | FRA 2   | MAD DNF | NED 1   | GBR DNF | DUI 3   | TSL DNF | IMO 1   | CAT 1   | AUS 1   | ARF 1   |         |         |        |         |        | 201    | 2e     | 5     | Loris Capirossi, Aprilia RS 250   |
| 1999 | 250 cc | Nastro Azzurro-Aprilia   | RS 250           | MAL 5   | JAP 7   | SPA 1   | FRA DNF | ITA 1   | CAT 1   | NED 2   | GBR 1   | DUI 1   | TSL 1   | IMO 2   | VAL 8   | AUS 1   | ZAF 1   | RIO 1   | ARG 3   |        |         |        | 309    | 1e     | 9     | Valentino Rossi, Aprilia RS 250   |
| 2000 | 500 cc | Nastro Azzurro-HRC-Honda | NSR 500          | ZAF DNF | MAL DNF | JAP 11  | SPA 3   | FRA 3   | ITA 12  | CAT 3   | NED 6   | GBR 1   | DUI 2   | TSL 2   | POR 3   | VAL DNF | RIO 1   | PAC 2   | AUS 3   |        |         |        | 209    | 2e     | 2     | Kenny Roberts Jr., Suzuki RGV 500 |
| 2001 | 500 cc | Nastro Azzurro-HRC-Honda | NSR 500          | JAP 1   | ZAF 1   | SPA 1   | FRA 3   | ITA DNF | CAT 1   | NED 2   | GBR 1   | DUI 7   | TSL 1   | POR 1   | VAL 11  | PAC 1   | AUS 1   | MAL 1   | RIO 1   |        |         |        | 323    | 1e     | 11    | Valentino Rossi, Honda NSR 500    |
| 2002 | MotoGP | Repsol-HRC-Honda         | RC211V           | JAP 1   | ZAF 2   | SPA 1   | FRA 1   | ITA 1   | CAT 1   | NED 1   | GBR 1   | DUI 2   | TSL DNF | POR 1   | RIO 1   | PAC 2   | MAL 2   | AUS 1   | VAL 2   |        |         |        | 355    | 1e     | 11    | Valentino Rossi, Honda RC211V     |
| 2003 | MotoGP | Repsol-HRC-Honda         | RC211V           | JAP 1   | ZAF 2   | SPA 1   | FRA 2   | ITA 1   | CAT 2   | NED 3   | GBR 2   | DUI 2   | TSL 1   | POR 1   | RIO 1   | PAC 2   | MAL 1   | AUS 1   | VAL 1   |        |         |        | 357    | 1e     | 9     | Valentino Rossi, Honda RC211V     |
| 2004 | MotoGP | Gauloises-Yamaha         | YZR-M1           | ZAF 1   | SPA 4   | FRA 4   | ITA 1   | CAT 1   | NED 1   | RIO DNF | DUI 4   | GBR 1   | TSL 2   | POR 1   | JAP 2   | QAT DNF | MAL 1   | AUS 1   | VAL 1   |        |         |        | 304    | 1e     | 9     | Valentino Rossi, Yamaha YZR-M1    |
| 2005 | MotoGP | Gauloises-Yamaha         | YZR-M1           | SPA 1   | POR 2   | CHN 1   | FRA 1   | ITA 1   | CAT 1   | NED 1   | VST 3   | GBR 1   | DUI 1   | TSL 1   | JAP DNF | MAL 2   | QAT 1   | AUS 1   | TUR 2   | VAL 2  |         |        | 367    | 1e     | 11    | Valentino Rossi, Yamaha YZR-M1    |
| 2006 | MotoGP | Camel-Yamaha             | YZR-M1           | SPA 14  | QAT 1   | TUR 4   | CHN DNF | FRA DNF | ITA 1   | CAT 1   | NED 8   | GBR 2   | DUI 1   | VST DNF | TSL 2   | MAL 1   | AUS 3   | JAP 2   | POR 2   | VAL 13 |         |        | 247    | 2e     | 5     | Nicky Hayden, Honda RC211V        |
| 2007 | MotoGP | FIAT-Yamaha              | YZR-M1           | QAT 2   | SPA 1   | TUR 10  | CHN 2   | FRA 6   | ITA 1   | CAT 2   | GBR 4   | NED 1   | DUI DNF | VST 4   | TSL 7   | SMR DNF | POR 1   | JAP 13  | AUS 3   | MAL 5  | VAL DNF |        | 241    | 3e     | 4     | Casey Stoner, Ducati GP7          |
| 2008 | MotoGP | FIAT-Yamaha              | YZR-M1           | QAT 5   | SPA 2   | POR 3   | CHN 1   | FRA 1   | ITA 1   | CAT 2   | GBR 2   | NED 11  | DUI 2   | VST 1   | TSL 1   | SMR 1   | IND 1   | JAP 1   | AUS 2   | MAL 1  | VAL 3   |        | 373    | 1e     | 9     | Valentino Rossi, Yamaha YZR-M1    |
| 2009 | MotoGP | FIAT-Yamaha              | YZR-M1           | QAT 2   | JAP 2   | SPA 1   | FRA 16  | ITA 3   | CAT 1   | NED 1   | VST 2   | DUI 1   | GBR 5   | TSL 1   | IND DNF | SMR 1   | POR 4   | AUS 2   | MAL 3   | VAL 2  |         |        | 306    | 1e     | 6     | Valentino Rossi, Yamaha YZR-M1    |
| 2010 | MotoGP | FIAT-Yamaha              | YZR-M1           | QAT 1   | SPA 3   | FRA 2   | ITA DNS | GBR DNS | NED DNS | CAT DNS | DUI 4   | VST 3   | TSL 5   | IND 4   | SMR 3   | ARA 5   | JAP 3   | MAL 1   | AUS 3   | POR 2  | VAL 3   |        | 233    | 3e     | 2     | Jorge Lorenzo, Yamaha YZR-M1      |
| 2011 | MotoGP | Ducati Corse             | Desmosedici GP11 | QAT 7   | SPA 5   | POR 5   | FRA 3   | CAT 5   | GBR 6   | NED 4   | ITA 6   | DUI 9   | VST 6   | TSL 6   | IND 10  | SMR 7   | ARA 10  | JAP DNF | AUS DNF | MAL -  | VAL DNF |        | 139    | 7e     | 0     | Casey Stoner, Honda RC212V        |
| 2012 | MotoGP | Ducati Corse             | Desmosedici GP12 | QAT 10  | SPA 9   | POR 7   | FRA 2   | CAT 7   | GBR 9   | NED 13  | DUI 6   | ITA 5   | VST DNF | IND 7   | TSL 7   | SMR 2   | ARA 8   | JAP 7   | MAL 5   | AUS 7  | VAL 10  |        | 163    | 6e     | 0     | Jorge Lorenzo, Yamaha YZR-M1      |
| 2013 | MotoGP | Yamaha                   | YZR-M1           | QAT 2   | AME 6   | SPA 4   | FRA 12  | ITA DNF | CAT 4   | NED 1   | DUI 3   | VST 3   | IND 4   | TSL 4   | GBR 4   | SMR 4   | ARA 3   | MAL 4   | AUS 3   | JAP 6  | VAL 4   |        | 237    | 4e     | 1     | Marc Márquez, Honda RC213V        |
| 2014 | MotoGP | Movistar-Yamaha          | YZR-M1           | QAT 2   | AME 8   | ARG 4   | SPA 2   | FRA 2   | ITA 3   | CAT 2   | NED 5   | DUI 4   | IND 3   | TSL 3   | GBR 3   | SMR 1   | ARA DNF | JAP 3   | AUS 1   | MAL 2  | VAL 2   |        | 295    | 2e     | 2     | Marc Márquez, Honda RC213V        |
| 2015 | MotoGP | Movistar-Yamaha          | YZR-M1           | QAT 1   | AME 3   | ARG 1   | SPA 3   | FRA 2   | ITA 3   | CAT 2   | NED 1   | DUI 3   | IND 3   | TSL 3   | GBR 1   | SMR 5   | ARA 3   | JAP 2   | AUS 4   | MAL 3  | VAL 4   |        | 325    | 2e     | 4     | Jorge Lorenzo, Yamaha YZR-M1      |
| 2016 | MotoGP | Movistar-Yamaha          | YZR-M1           | QAT 4   | ARG 2   | AME DNF | SPA 1   | FRA 2   | ITA DNF | CAT 1   | NED DNF | DUI 8   | OOS 4   | TSL 2   | GBR 3   | SMR 2   | ARA 3   | JAP DNF | AUS 2   | MAL 2  | VAL 4   |        | 249    | 2e     | 2     | Marc Márquez, Honda RC213V        |
| 2017 | MotoGP | Movistar-Yamaha          | YZR-M1           | QAT 3   | ARG 2   | AME 2   | SPA 10  | FRA DNF | ITA 4   | CAT 8   | NED 1   | DUI 5   | TSL 4   | OOS 7   | GBR 3   | SMR DNS | ARA 5   | JAP DNF | AUS 2   | MAL 7  | VAL 5   |        | 208    | 5e     | 1     | Marc Márquez, Honda RC213V        |
| 2018 | MotoGP | Movistar-Yamaha          | YZR-M1           | QAT 3   | ARG 19  | AME 4   | SPA 5   | FRA 3   | ITA 3   | CAT 3   | NED 5   | DUI 2   | TSL 4   | OOS 6   | GBR     | SMR 7   | ARA 8   | THA 4   | JAP 4   | AUS 6  | MAL 18  | VAL 13 | 198    | 3e     | 0     | Marc Márquez, Honda RC213V        |
| 2019 | MotoGP | Monster Energy-Yamaha    | YZR-M1           | QAT 5   | ARG 2   | AME 2   | SPA 6   | FRA 5   | ITA DNF | CAT DNF | NED DNF | DUI 8   | TSL 6   | OOS 4   | GBR 4   | SMR 4   | ARA 8   | THA 8   | JAP DNF | AUS 8  | MAL 4   | VAL 8  | 174    | 7e     | 0     | Marc Márquez, Honda RC213V        |
| 2020 | MotoGP | Monster Energy-Yamaha    | YZR-M1           |         | SPA DNF | AND 3   | TSL 5   | OOS 5   | STI 9   | SMR 4   | EMI DNF | CAT DNF | FRA DNF | ARA DNS | TER DNS | EUR DNF | VAL 12  | POR 12  |         |        |         |        | 66     | 15e    | 0     | Joan Mir, Suzuki GSX-RR           |
| 2021 | MotoGP | Petronas Yamaha SRT      | YZR-M1           | QAT 12  | DOH 16  | POR DNF | SPA 16  | FRA 11  | ITA 10  | CAT DNF | DUI 14  | NED DNF | STI 13  | OOS 8   | GBR 18  | ARA 19  | SMR 17  | AME 15  | EMI 10  | ALG 13 | VAL 10  |        | 44     | 18e    | 0     | Fabio Quartararo, Yamaha YZR-M1   |